# Липовани (село)
Липова́ни — село у Берегометській селищній громаді Вижницького району Чернівецької області України.

## Історія
З 24 серпня 1991 року село входить до складу незалежної України.
У 2020 році шляхом об'єднання сільських рад, село увійшло до складу Берегометської селищної громади.

## Населення
Згідно з переписом УРСР 1989 року чисельність наявного населення села становила 166 осіб, з яких 75 чоловіків та 91 жінка.
За переписом населення 2001 року в селі мешкало 179 осіб.

### Мова
Розподіл населення за рідною мовою за даними перепису 2001 року:
| Мова       | Кількість | Відсоток |
| ---------- | --------- | -------- |
| українська | 71        | 39.66%   |
| російська  | 62        | 34.64%   |
| румунська  | 46        | 25.70%   |
| Усього     | 179       | 100%     |